# Eutitanosauria
Eutitanosauria — велика клада рослиноїдних завроподів-титанозаврів, що мала широке поширення впродовж крейдового періоду.
Вперше її виділили 1999-го року Санс із колегами. Згідно з їхнім визначенням, Eutitanisauria — клада, що включає останнього спільного предка Saltasaurus, Argyrosaurus, Lirainosaurus і титанозавра із Пейрополіса та всіх його нащадків. Оскільки це визначення робило її еквівалентною із Saltasauridae чи Saltasaurinae, Сальгаду (2003) запропонував нове визначення: «всі титанозаври ближчі до Saltasaurus, ніж до Epachthosaurus».